# Bente Skari
Bente Skari, geboren Martinsen, (Oslo, 10 september 1972) is een voormalig langlaufster uit Nittedal, Noorwegen. Voor haar huwelijk met Geir Skari in 1999 nam ze als Bente Martinsen deel aan de wedstrijden. Samen hebben ze twee kinderen: Filip en Oda.

## Carrière
Ze won haar eerste olympische medailles in 1998, en won haar eerste gouden medaille op de OS van 2002, door te winnen van de favorieten Olga Danilova en Julija Tsjepalova in de laatste kilometers van het klassieke 10 km evenement. Ze won ook een bronzen medaille in de 30 km klassieke alsmede een zilveren medaille in het relais.
Daarnaast won ze vijf gouden medailles (5 km: 1999, 10 km: 2001, 2003, en 15 km: 2001, 2003) op de FIS Nordic World Ski Championships (discipline langlaufen), alsmede twee zilveren (4 x 5 km: 1997, 2001 ) medailles. Ze won de algemene Wereldbeker langlaufen vier keer voordat zij met stopte met wedstrijdsport na het seizoen 2002/2003.
Skari won ook de vrouwen 30 km event, bij het Holmenkollen Ski-festival in 2003. In 2001 ontving ze de Holmenkollen medaille (gedeeld met Adam Małysz en Thomas Alsgaard). Haar vader, Odd Martinsen, verdiende de Holmenkollen medaille in 1969. Zij zijn de enige vader-dochter combinatie die ooit deze prestigieuze eer kregen.
1952: Lydia Wideman ·
1956: Ljoebov Kosireva ·
1960: Maria Goesakova ·
1964: Klavdija Bojarskich ·
1968: Toini Gustafsson ·
1972: Galina Koelakova ·
1976: Raisa Smetanina ·
1980: Barbara Petzold ·
1984: Marja-Liisa Hämäläinen ·
1988: Vida Vencienė ·
1992: Ljoebov Jegorova ·
1994: Ljoebov Jegorova ·
1998: Larisa Lazoetina ·
2002: Bente Skari ·
2006: Kristina Šmigun ·
2010: Charlotte Kalla ·
2014: Justyna Kowalczyk ·
2018: Ragnhild Haga ·
2022: Therese Johaug